# Iso Kienasjärvi
Iso Kienasjärvi eller Kieruajärvi är en sjö i Finland. Den ligger i kommunen Pudasjärvi i landskapet Norra Österbotten, i den centrala delen av landet, 600 km norr om huvudstaden Helsingfors. Iso Kienasjärvi ligger 104,7 meter över havet. Arean är 1,41 kvadratkilometer och strandlinjen är 13,77 kilometer lång. Sjön  ingår i Ijo älvs huvudavrinningsområde. 